# Перемиська
Переми́ська — річка в Українських Карпатах, у межах Надвірнянського району Івано-Франківської області. Ліва притока Пруту (басейн Дністра). 

## Опис
Довжина 15 км, площа басейну 43,4 км². Похил річки 44 м/км. Річка типово гірська. Долина вузька, переважно V-подібна. Заплава є лише в нижній течії. Річище слабозвивисте. 

## Розташування
Перемиська бере початок на північний захід від гори Синячка. Тече між горами масиву Ґорґани спершу на північ, далі — переважно на схід, у пригирловій частині — на південний схід. Впадає до Пруту між південною околицею селища Делятин і Дорою (північна частина міста Яремче).